# 권종원
권종원(權鍾原, 1889년 11월 ~ ?년 ?월 ?일)은 일제강점기의 관료이다.

## 생애
경상북도 예천군 출신이다. 예천초등학교의 전신인 예천읍의 사립융명학교를 졸업했다.
한일 병합 조약 체결 후인 1913년에 예천군 남읍에서 면서기로 임명된 것을 시작으로 관직에 들어섰다. 이듬해에는 조선총독부가 근대적 토지 제도를 확립하여 식민 통치의 기초를 마련하고자 조직한 임시토지조사국으로 전임하였다. 임시토지조사국에서 서기를 맡는 등 약 4년 동안 근무했다.
1918년 충청북도 단양군 군서기로 이동하였고, 오랫동안 군서기로 근무한 끝에 1927년 충북 제천군 재무주임이 되었다. 1931년에는 고등관 8등에 봉해지면서 충북 음성군 군수로 승진했으며, 1933년에 고등관 7등으로 승서되었다.
1933년을 기준으로 종7위에 서훈되어 있었다. 1935년 총독부가 353명의 조선인 공로자를 선정해 편찬한 《조선공로자명감》 에도 수록되어 있다.
2008년 발표된 민족문제연구소의 친일인명사전 수록예정자 명단 가운데 관료 부문에 포함되었다.

## 참고자료
- 권종원(權鍾原) - 국사편찬위원회